# Киаучи
Киа̀учи (на италиански: Chiauci) е село и община в Централна Италия, провинция Изерния, регион Молизе. Разположено е на 868 m надморска височина. Населението на общината е 273 души (към 2010 г.).